# 幌萌町
幌萌町（ほろもえちょう）は北海道室蘭市の町。住居表示未実施。郵便番号は050-0066。かつて同名の字が存在した。

## 地理
室蘭市の中央部に位置し、西に陣屋町、北西に崎守町、北に香川町、北東に神代町、東に本輪西町と接し、南に室蘭港と面する。

### 河川
- 準用河川 ポロペケレオタ川
- 普通河川 中幌萌川

### 海洋
- 室蘭港

## 地域の特徴
室蘭市の都市計画マスタープランでは蘭北地域に属する。
大部分は鷲別岳の裾野に広がる丘陵地であり、南部の谷あいと、中央部および北部の高台に住宅地がある。北部の住宅地は鈴かけニュータウンと呼ばれている。南部をJR北海道 室蘭本線が横断し、その南側を国道37号が走る。国道37号より南側は埋め立て地であり、ENEOSの石油タンクが立ち並ぶ。北端を道央自動車道が横断し、町域の北東から進入した北海道道107号室蘭環状線が上を跨いで南西に走り、途中北西に向きを変えて北西に出ていく。

南部に幌萌町会館、北部に鈴かけニュータウン会館がある。

## 歴史
1956年（昭和31年）に日本石油精製 室蘭製油所開設、以降住宅が建ち始めた。1965年（昭和40年）鈴かけニュータウンの造成が始まった。1975年（昭和50年）幌萌大橋完成。

### 地名の由来
アイヌ語の「ポロ・モイ」（親である・湾，大きい・湾）に由来する。

### 沿革
- 1929年（昭和4年）10月16日 - 字名改正により輪西村（大字）の一部が幌萌町（字）となり、輪西村（大字）を廃止[5][8]。
- 1967年（昭和42年）7月1日 - 幌萌町新設[9]。

### 町名の変遷
| 実施内容 | 実施年月日                | 実施後       | 実施前 |
| -------- | ------------------------- | ------------ | --- |
| 字名改正 | 1929年（昭和4年）10月16日 | 幌萌町（字） | 輪西村（大字）の小字、 ホンナイ，ホロモイ，本ワニシ，ヲクワニシ，ホロワニシ，ペケレオタ，ワニシ沢，ワニシ沢奥 |
| 町名新設 | 1967年（昭和42年）7月1日  | 幌萌町       | 幌萌町（字）                                                                                                  |

## 世帯数と人口
2023年（令和5年）12月31日現在（室蘭市発表）の世帯数と人口は以下の通りである。
| 町     | 世帯数  | 人口  |
| ------ | ------- | ----- |
| 幌萌町 | 426世帯 | 730人 |

### 人口の変遷
国勢調査による人口の推移。
| 1995年（平成7年）  | 1,247人 | [ 10 ] |  |
| 2000年（平成12年） | 1,237人 | [ 11 ] |  |
| 2005年（平成17年） | 1,136人 | [ 12 ] |  |
| 2010年（平成22年） | 1,024人 | [ 13 ] |  |
| 2015年（平成27年） | 904人   | [ 14 ] |  |
| 2020年（令和2年）  | 779人   | [ 15 ] |  |

### 世帯数の変遷
国勢調査による世帯数の推移。
| 1995年（平成7年）  | 485世帯 | [ 10 ] |  |
| 2000年（平成12年） | 505世帯 | [ 11 ] |  |
| 2005年（平成17年） | 481世帯 | [ 12 ] |  |
| 2010年（平成22年） | 453世帯 | [ 13 ] |  |
| 2015年（平成27年） | 419世帯 | [ 14 ] |  |
| 2020年（令和2年）  | 369世帯 | [ 15 ] |  |

## 学区
市立小・中学校に通う場合、学区は以下の通りとなる。
| 町     | 街区 | 小学校             | 中学校             |
| ------ | ---- | ------------------ | ------------------ |
| 幌萌町 | 全域 | 室蘭市立蘭北小学校 | 室蘭市立港北中学校 |

## 交通

### バス
道南バスが路線バスを運行する。

### 道路
- 道央自動車道
  - 町域に出入口はない。
- 国道37号
- 北海道道107号室蘭環状線

## 施設

### 公共施設
- 鈴かけニュータウン会館
- 幌萌町会館

### 公園
- ひまわり公園
- 幌萌2号公園